# Heróis (álbum)
Heróis é o trigésimo terceiro álbum de estúdio e o mais recente lançamento da Banda Voz da Verdade. Foi lançado em 2014 e não conta com a participação de José Luiz e de sua família, em virtude de sua saída da banda. Neste disco, Cristiane Moysés estréia como vocalista na canção "A Chance".
O disco recebeu críticas mistas.  A versão ao vivo do álbum foi gravada em agosto de 2015, no Ginásio do Ibirapuera.

## Faixas
| Nº  | Título              | Intérprete       | Compositores     | Duração |
| --- | ------------------- | ---------------- | ---------------- | ------- |
| 1.  | Eu e Deus           | Carlos A. Moysés | Carlos A. Moysés | 5:25    |
| 2.  | A Mulher do Perfume | Carlos A. Moysés | Carlos A. Moysés | 5:19    |
| 3.  | Decidi Por Jesus    | Samuel Moysés    | Carlos A. Moysés | 6:27    |
| 4.  | É Tempo             | Liliane Moysés   | Carlos A. Moysés | 5:22    |
| 5.  | Heróis              | Carlos A. Moysés | Carlos A. Moysés | 4:35    |
| 6.  | Fé                  | Carlos A. Moysés | Carlos A. Moysés | 3:03    |
| 7.  | Abrindo as Asas     | Carlos A. Moysés | Carlos A. Moysés | 7:26    |
| 8.  | Mil Anos de Paz     | Elizabeth Moysés | Elizabeth Moysés | 4:03    |
| 9.  | Meu Destino         | Samuel Moysés    | Samuel Moysés    | 6:04    |
| 10. | Fogo Para o Brasil  | Carlos A. Moysés | Carlos A. Moysés | 4:05    |
| 11. | A Chance            | Cristiane Moysés | Carlos A. Moysés | 4:37    |
| 12. | Guia de Israel      | Alberto Cufone   | Carlos A. Moysés | 3:38    |